# 城所インターチェンジ
城所インターチェンジ（じょうしょインターチェンジ）は、新潟県新潟市江南区城所にある国道49号亀田バイパスのインターチェンジ。
信越本線と新潟県道5号新潟新津線をオーバーパスする付近にあり、ハーフICとなっている。紫竹山方面への流入・流出のみ。京ヶ瀬方面への流入・流出はできない。
バイパスの路線名の境界はこの城所ICにあると一部で誤認されているが、実際の路線境界はICの東側にある曙町二丁目交差点であり、同交差点を境に阿賀野市方面が「横雲バイパス」、紫竹山IC方面が「亀田バイパス」となる。

## 接続する道路
- 新潟県道5号新潟新津線

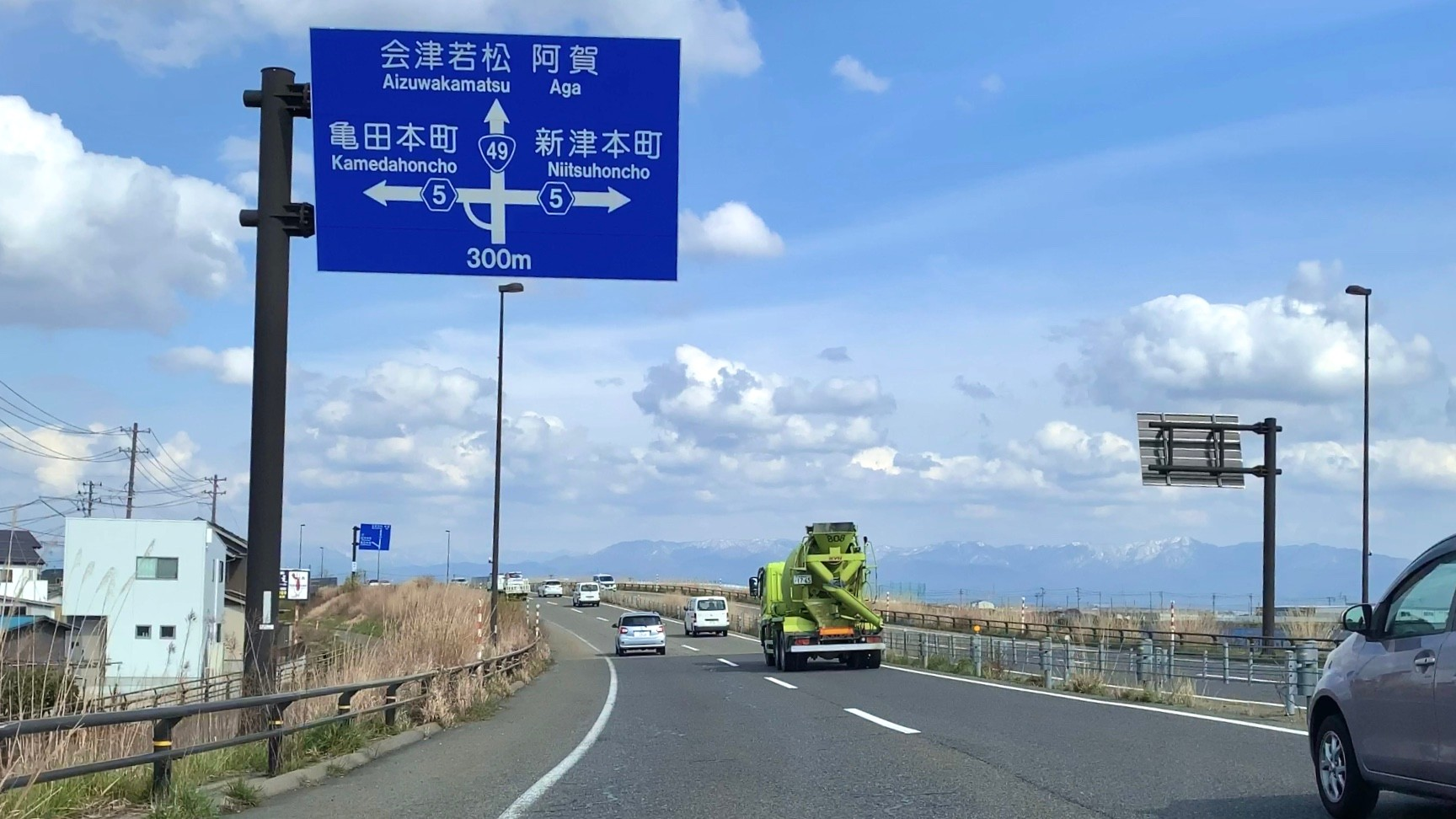
会津若松方面行本線上のIC案内標識（2020年4月）

## 隣
国道49号亀田バイパス・横雲バイパス
木津IC - 横越上町交差点 - 曙町二丁目交差点 - 城所IC - 茅野山IC